# Municipio de Perstorp
El municipio de Perstorp (en sueco: Perstorps kommun) es un municipio de Escania, la provincia más austral de Suecia. Su sede se encuentra en la localidad de Perstorp. Perstorp se convirtió en ciudad de mercado (köping) en 1947. Se fusionó con Oderljunga en la primera de las dos reformas del gobierno en 1952. La reforma de 1971 no le trajo nuevas fusiones, pero se abolió el estado de köping.

## Localidades
Solo hay 1 áreas urbanas (tätort) en el municipio:
| # | Tätort   | Población |
| - | -------- | --------- |
| 1 | Perstorp | 7,150     |

## Ciudades hermanas
Perstorp está hermanado o tiene tratado de amistad con:
- Nortorf, Alemania